# 57. Armee (Rote Armee)
Die 57. Armee (russisch 57-я армия) war ein Großverband der Roten Armee die im Süden der Ostfront eingesetzt wurde. Sie kämpfte im Zweiten Weltkrieg vorwiegend in der südlichen Ukraine und rückte 1944 über Rumänien und Bulgarien nach Serbien vor. Das Kriegsende erfolgte in Österreich.

## Geschichte

### Erste Formation
Die Erste Formation der 57. (Reserve-)Armee wurde am 27. Oktober 1941 (nach Weisung der Stawka vom 22. Oktober) aus Rekrutierungen des Militärbezirk Nordkaukasus in der Region Stalingrad aufgestellt.
- Sie umfasste die 333., 335., 337., 341., 349., 351. Schützen-, 60. und 79. Kavallerie-Division sowie eine Reihe anderer Einheiten.

Am 10. Dezember folgte die Zuteilung zur Südwestfront, die Armee verblieb vorerst in der Frontreserve. Am 10. Januar 1942 wurde die Armee zur Südfront überstellt und für die Verteidigungskämpfe gegenüber der deutschen 17. Armee im Bereich der Stadt Isjum eingesetzt. Während der Barwenkowo-Losowajaer Operation war die 57. Armee zusammen mit der 6. Armee beim Hauptangriff eingesetzt und beteiligte sich dann mit der 9. Armee an der Befreiung von Barwenkovo (23. Januar). Während der Kesselschlacht von Charkow führte die Armee südlich und südöstlich von Losowaja schwere Verteidigungskämpfe und wurde am 20. Mai wieder der Südwestfront unterstellt. Am 23. Mai konnten deutsche Truppen den Rückzugsweg der 57. Armee abschneiden, am 24. und 25. Mai folgten heftige Ausbruchskämpfe der umzingelten Sowjet-Streitkräfte der Südwest- und Teile der Südfront. Anfang Juni 1942 wurden die geretteten Reste der 57. Armee als Frontreserve in den Raum östlich von Kupjansk und Rowenky zurückgezogen.
Nach der Reorganisation wurde die 57. Armee am 12. Juli 1942 zur Südfront zum Wolga-Abschnitt nach Stalingrad verlegt. Mitte Juli wurden die Truppen südlich von Krasnoarmeisk neu formiert, um das bedrohte Stalingrad im Süden zu decken. Seit dem 7. August führen die Truppen bei der Südostfront (seit 30. September Stalingrader Front) über zwei Monate lang schwere Verteidigungskämpfe, bei denen der Versuch der deutschen 4. Panzerarmee vom Süden her nach Stalingrad vorzudringen, vereiteltet wurde. Ab der zweiten Novemberhälfte beteiligte sich die 57. Armee südlich von Stalingrad an der Abwehr der rumänischen 4. Armee. Ab dem 1. Januar 1943 beteiligte sich die 57. Armee an der Offensive der Don-Front (General Rokossowski) zur Verengung des Kessels von Stalingrad. Am 1. Februar 1942 wurde die 57. Armee wieder in die Stawka-Reserve zurückgezogen, ihre Truppenteile wurden an andere Armeen übertragen und das Armeekommando zur Aufstellung der 68. Armee verwendet.

### Zweite Formation
Die zweite Formation der 57. Armee wurde am 27. April 1943 (Weisung des Obersten Kommandos vom 26. April) als Teil der Südwestfront (2. Formation) neu aufgestellt. Dazu wurde die 3. Panzerarmee aufgelöst und ihr Hauptquartier zur Neuaufstellung der 57. Armee verwendet.
- Sie umfasste bei der Aufstellung die 14., 48. und 58. Garde- und die 19., 52., 113., 303. Schützendivision, sowie die 173. und 179. Panzerbrigade und andere Einheiten.

Die Armee verteidigte am linken Ufer des Donez den Abschnitt zwischen Woltschansk und Tschuguew. Im August nahm die Armee als Teil der Südwest- ab dem 9. August der Steppenfront (ab dem 20. Oktober 2. Ukrainische Front) im September an der Belgorod-Charkower Operation teil, welche die Befreiung des linken Dnjepr-Ufers der Ukraine brachte. Im November kämpfte sie in weiteren Offensive in Richtung auf Kriwoi Rog. Ende des Monats gingen Armeeteile über das rechte Ufer des Ingulez und hielt bis Februar 1944 Stellungen nördlich von Kriwoi Rog. Ab dem 22. Februar wurde die 57. Armee der 3. Ukrainische Front eingegliedert. Während der Bereznegovato-Snigirevskaya und der Schlacht um Odessa haben die Truppen der Armee bedeutend Raum zwischen Nikolajew und Odessa befreit. Ende April erzwang die Armee den Übergang des Dnjestr und konnte nordwestlich von Bender einen Brückenkopf am rechten Ufer des Flusses bilden, wo sie bis Mitte August festhielt.
Im Zuge der Operation Jassy-Kischinew durchbrach die neu organisierte 57. Armee (jetzt mit 9., 64., 68. Schützenkorps und 96. Panzerbrigade) die deutschen und rumänischen Verteidigungsanlagen südöstlich von Tiraspol und wirkte bis Ende August in Zusammenarbeit mit den anderen Armeen der 2. und 3. Ukrainischen Front an der Einkesselung der deutschen 6. Armee südwestlich von Kischinew mit. Nach der Etablierung am rechten Ufer der Donau verfolgte die Armee den Gegner bis zum 5. September zur rumänisch-bulgarischen Grenze. Die zugeteilte 5. Separate motorisierte Garde-Brigade besetzte am 29. August in Zusammenarbeit mit Marineeinheiten der Schwarzmeerflotte den wichtigen Hafen Constanta. Danach beteiligte sich die 57. Armee an der vollständigen Besetzung Bulgariens.
Ende September 1944 wurde die 57. Armee an die bulgarisch-serbische Grenze im Raum Vidin, Berkowiza und Lom umgruppiert und nahm an der Belgrader Operation teil. Dort gelang es in Zusammenarbeit mit der 46. Armee,  Einheiten der jugoslawischen Volksbefreiungsarmee und des 4. Garde-mechanischen Korps (General Shdanow) sowie der Donauflottille die deutschen Streitkräfte auf dem Gebiet Jugoslawiens zu besiegen und die Städte Negotin (30. September), Zaječar (8. Oktober), Smederevo (17. Oktober) und Belgrad (20. Oktober) zu besetzen.
Ende Oktober – Anfang November 1944 versammelte sich die Armee am linken Donauufer in der Gegend von Sombor.
Am 7. November überquerte sie die Donau in der Gegend von Mohács und kämpfte bis zum Ende des Monats in der Apatin-Kaposvarer Operation hartnäckig darum, den erbeuteten Brückenkopf auszubauen.
- 75. Schützenkorps, Generalmajor Adrian Sacharowitsch Akimenko (74., 233., 236., 299. Schützendivision und 32. Garde-mechanisierte Brigade)
- 64. Schützenkorps, Generalmajor Iwan Kondratjewitsch Krawtzow (73. Garde-, 19. und 52. Schützendivision, Reserve: 113. Schützendivision)
- ab 25. November 1944: 6. Garde-Schützenkorps, Generalleutnant Stepan Iljitsch Morosow (10. Garde Luftlande-, 20. Garde- und 195. Schützendivision)

Anschließend folgte der Vormarsch in Richtung Pécs, Nagykanizsa, die Truppen erreichten am 9. Dezember das Südufer des Balaton. Mitte Dezember näherte sie sich der vorbereiteten feindlichen Linie in den Abschnitten Kerestur, Marcali, Nadbyom, Bartsch und Harkany. In der Gegend von Barch überquerten die Armeekorps die Drau und bildete einen Brückenkopf am linken Ufer.

### Kriegsjahr 1945
Im Verlauf der Balaton-Operation von 1945 konnte man zusammen mit der bulgarischen 1. Armee und jugoslawischen Einheiten die wiederholten deutschen Gegenangriffe erfolgreich abweisen und zwang ihn dazu, die Offensive abzubrechen.
Armee-Gliederung Anfang März 1945
64. Schützenkorps, Generalmajor Iwan Kondratjewitsch Krawtzow
- 73. Garde-Schützendivision
- 104. und 113. Schützendivision

133. Schützenkorps Generalmajor Pawel Alexejewitsch Artjuschenko
- 84., 122. und 299. Schützendivision

6. Garde-Schützenkorps, ab 20. März unter Generalmajor Nikolai Michailowitsch Drejer
- 20. und 61. Garde-Schützendivision
- 21. und 74. Schützendivision

Bei der folgenden Wiener Operation befreite die 57. Armee in Zusammenarbeit mit den Einheiten der bulgarischen 1. Armee (General Stojtschew) am 2. April Nagykanizsa, das Zentrum der ungarischen Erdöl-Wirtschaft. Im Zuge der folgenden Offensive erreichte die 57. Armee verspätet am 4. April die österreichische Grenze, kämpfte zusammen mit Teilen der bulgarischen 1. Armee an der Linie Straden-Radkersburg und besetzte die südöstliche Steiermark. Am 9. und 10. Mai rückten die Divisionen der Armee über Leibnitz und Gleisdorf nach Graz vor.

## Führung
- Generalleutnant D. I. Rjabyshew (22. Oktober 1941 – 12. Februar 1942)
- Generalleutnant K. P. Podlas (12. Februar – 25. Mai 1942)
- Generalmajor A. G. Batjun (Mai–Juni 1942)
- Generalmajor D. N. Nikishew (Juni–Juli 1942)
- Generalleutnant F. Tolbuchin (Juli 1942 – Januar 1943)
- Generalleutnant P. S. Rybalko (April – Mai 1943)
- Generalleutnant N. A. Gagen (Mai 1943 – Oktober 1944)
- Generaloberst M. N. Scharochin (Oktober 1944 – bis Kriegsende)

Stabschefs:
- Generalmajor A. F. Anisow (Oktober 1941 – Juni 1942)
- Oberst N. T. Sidorow (Juni – November 1942)
- Generalmajor N. Ja. Prichidko (November 1942 – Januar 1943)
- Generalmajor D.D. Bachmetjew (April – Mai 1943)
- Generalmajor V. D. Karpuchin (Mai – Dezember 1943)
- Generalmajor K. N. Derewjanko (Dezember 1943 – März 1944)
- Generalmajor P. M. Wercholowitsch (März 1944 – bis Kriegsende)

Mitglieder des Militärrats:
- Divisionskommissar F. N. Woronin (Oktober 1941 – April 1942)
- Brigadierkommissar A. Popenko (April – Mai 1942)
- Brigadierkommissar P. I. Kraynew (Juni – August 1942)
- Brigadierkommissar N. Subbotin (August 1942 – Januar 1943)
- Generalmajor A. N. Melnikow (April–Mai 1943)
- Oberst A. K. Chursin (Mai–Juli 1943)
- Generalmajor L. P. Botscharow (Juli 1943 – bis Kriegsende)